# Leonard Kornoš
Leonard Kornoš, né en 1956, est un astronome slovaque.

## Biographie
C'est un découvreur prolifique d'astéroïdes. Le centre des planètes mineures le crédite de la découverte de 37 astéroïdes, découvertes effectuées entre 1996 et 2004, toutes avec la collaboration d'autres astronomes dont Adrián Galád, Štefan Gajdoš, Dušan Kalmančok, Peter Kolény, Juraj Tóth et Jozef Világi.
L'astéroïde (23899) Kornoš lui est dédié.
| (10207) Comeniana[1]                                                                                        | 16 août 1997      |
| (13370) Júliusbreza[1]                                                                                      | 7 novembre 1998   |
| (15376) Marták[1]                                                                                           | 1er février 1997  |
| (21802) Svoreň[2]                                                                                           | 6 octobre 1999    |
| (22558) Mladen[1]                                                                                           | 22 avril 1998     |
| (24862) Hromec[1]                                                                                           | 27 février 1996   |
| (24974) Macúch[1]                                                                                           | 21 avril 1998     |
| (28753) 2000 HA[3]                                                                                          | 18 avril 2000     |
| (29824) Kalmančok[2]                                                                                        | 23 février 1999   |
| (33129) Ivankrasko[1]                                                                                       | 1er février 1998  |
| (33158) Rúfus[1]                                                                                            | 26 février 1998   |
| (39880) Dobšinský[1]                                                                                        | 15 mars 1998      |
| (43925) 1996 DB3[1]                                                                                         | 27 février 1996   |
| (48729) 1997 AG22[1]                                                                                        | 14 janvier 1997   |
| (53910) Jánfischer[4]                                                                                       | 6 avril 2000      |
| (58819) 1998 HF3[1]                                                                                         | 21 avril 1998     |
| (59389) Oskarvonmiller[2]                                                                                   | 24 mars 1999      |
| (59419) Prešov[5]                                                                                           | 9 avril 1999      |
| (67019) 1999 XF137[2]                                                                                       | 13 décembre 1999  |
| (69461) 1996 UA3[1]                                                                                         | 24 octobre 1996   |
| (73974) 1998 BT26[1]                                                                                        | 29 janvier 1998   |
| (74424) 1999 BN[1]                                                                                          | 17 janvier 1999   |
| (79361) 1997 DA[1]                                                                                          | 16 février 1997   |
| (80009) 1999 GD2[3]                                                                                         | 8 avril 1999      |
| (96379) 1998 BH[1]                                                                                          | 18 janvier 1998   |
| (100704) 1998 BG[1]                                                                                         | 17 janvier 1998   |
| (102626) 1999 VY27[2]                                                                                       | 15 novembre 1999  |
| (120767) 1998 BS26[1]                                                                                       | 27 janvier 1998   |
| (121336) 1999 TF6[2]                                                                                        | 6 octobre 1999    |
| (125372) 2001 VE72[2]                                                                                       | 15 novembre 2001  |
| (129617) 1998 BV41[1]                                                                                       | 30 janvier 1998   |
| (145779) 1998 CC[1]                                                                                         | 1er février 1998  |
| (216921) 1996 VC3[1]                                                                                        | 9 novembre 1996   |
| (257522) 1997 RH9[1]                                                                                        | 11 septembre 1997 |
| (288471) 2004 FF3[6]                                                                                        | 18 mars 2004      |
| (310449) 2000 LC3[1]                                                                                        | 4 juin 2000       |
| 1. avec P. Kolény 2. avec J. Tóth 3. avec A. Galád 4. avec D. Kalmančok 5. avec Š. Gajdoš 6. avec J. Világi |                   |